# 1956. október 23-i budapesti tüntetés

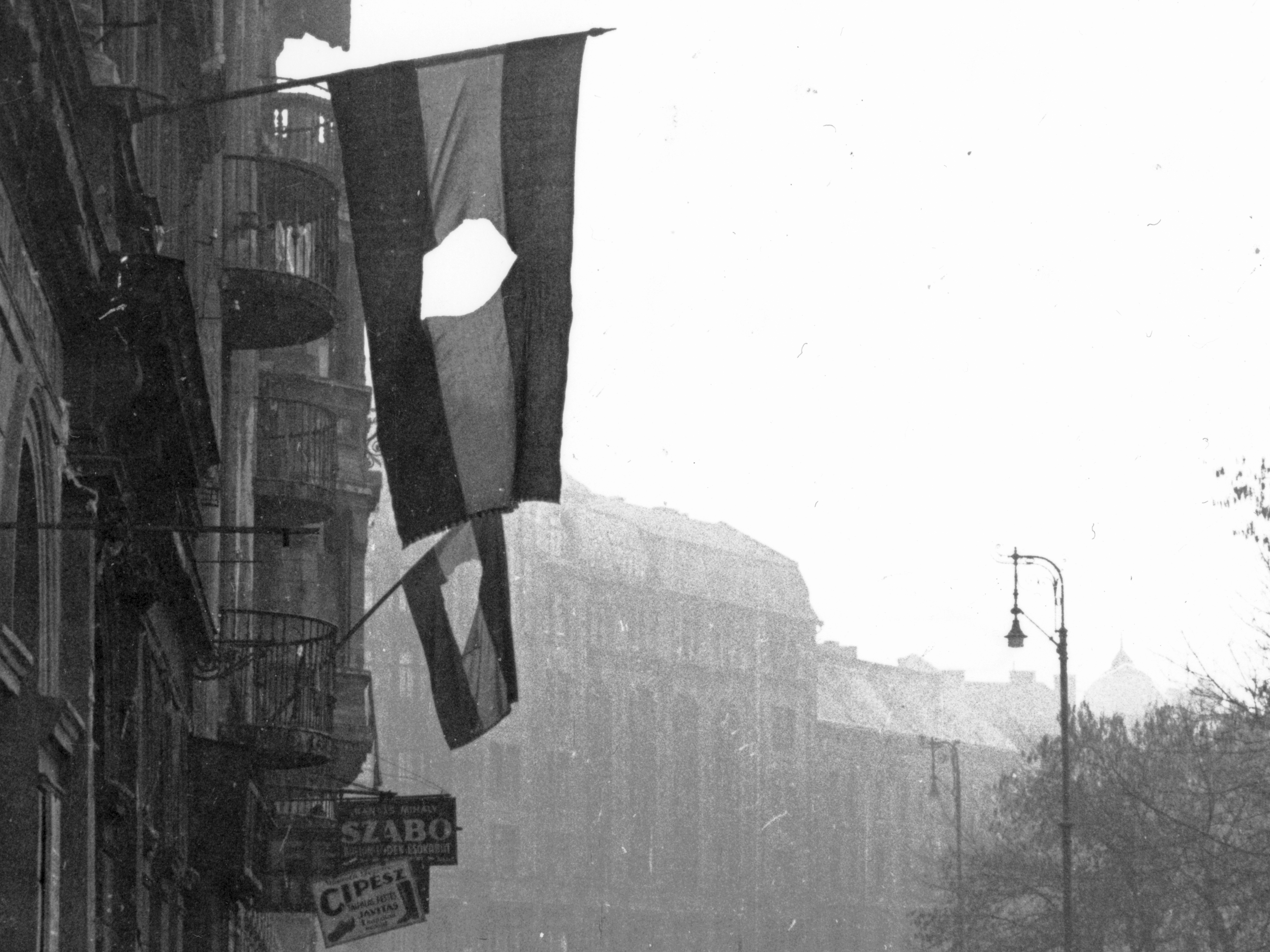
1956. október 23-án született meg a forradalom későbbi jelképe, a Rákosi-címertől megszabadított magyar nemzeti zászló, amelyen egy lyuk tátongott a gyűlölt címer helyén

Az 1956-os forradalom budapesti bölcsője a Műegyetemen volt. Az események egyik kiinduló pontja az október 19-én este, a Hess András téri Központi Diákszállóban rendezett diákgyűlés volt. A műegyetem diákjai először ekkor foglalták pontokba az akkor még döntően a szociális elégedetlenségből fakadó diákjóléti követeléseiket. Szegeden megalakult a Magyar Egyetemisták és Főiskolások Szövetsége (MEFESZ) és 1956. október 20-án  megfogalmazta azt a 16 pontot, amelynek első változatát a Műegyetemen az ország egyetemeinek küldötteiből alakult diákgyűlés résztvevői öntötték végleges formába október 22-én.
Gyűlés gyűlést követ egyetemeinken és főiskoláinkon. Gyűléseznek a budapestiek, a szegediek, a pécsiek, gyűléseznek a mérnökök, a bölcsészek, a jogászok és a képzőművészek. Ezeknek az ifjúsági gyűléseknek forró és viharos a hangulata, az áradó folyamhoz hasonlatosak inkább, mintsem a mesterséges mederbe terelt patakhoz……
Mi nem fogalmaztunk meg előre pontokat. Mi nem is tudtuk, hogy a műegyetemisták aznap éjjel pontokat fognak fogalmazni. Mi 22-én elkezdtük, ez a négy ember a szervezést, és megállapodtunk, hogy ki hova megy. És abban is megállapodtunk, hogy megpróbáljuk koordinálni estére, hány kar vesz részt a felvonulásban. Ebben biztosak voltunk. Vera megígérte a főiskolásokat, Vekerdy (azt hiszem, a jogi karon volt akkor), a Tamás megígérte a jogászokat, én azt, hogy elmegyek a Közgázra, a bölcsészek jönnek. Velünk volt még Karátson Gábor is... Szóval egy csomó ember: itt legalább 4-5 kar részvételére számíthattunk. Ez azonban majdnem meghiúsult, ugyanis a bölcsészkaron parázs vita volt a Március 15-e Körben... A gyűlést Pozsár azzal nyitotta meg - aki akkor DISZ-titkár volt -, hogy ő fölhívta az Írószövetséget, és ott Máté György azt mondta, nem lesz tüntetés. Mire én az első sorban ülve fölugrottam és bekiabáltam: "- Ha az írók nem mennek is ki az utcára, az egyetemisták kimennek." Hát erre óriási taps tört ki. Pozsár rögtön változtatott, és azt mondta: "- Hát kérem, ha a tagság akarja, akkor legyen tüntetés. Akkor kimegyünk." Szóval rögtön ügyesen átrendeződött.
A diákszervezetek által szervezés alatt álló felvonulást a Belügyminisztérium csak akkor engedélyezte, amikor az már elkerülhetetlennek látszott. 14:00 óra körül  Kopácsi Sándor budapesti rendőrfőkapitány és Fekete Károly belügyminiszter-helyettes jelentett be az egyetem udvarán Piros László belügyminiszter megbízásából az egyetemen tanuló diákok felvonulásának engedélyezését, amelyet az adást megszakítva a Magyar Rádió 14.23-kor közleményben is ismertetett. A Műegyetem udvaráról a Budafoki úti kapun keresztül 1956. október 23-án délután fél három-három óra körül indult el az egyetemisták felvonulása, rendezett és fegyelmezett sorokban. A felvonuló fiatalok többségét a Rákosi–Gerő-klikk hibái és vezetési módszerei feletti elkeseredettségében az a szándék vezette, hogy ezeket a hibákat megszüntetve, a népi demokratikus rendszer alapjait megerősítve, a szocializmus építésének útján haladjon előre az ország. A szervezők pontosan  megjelölték  a  tervezett  útvonalat  (Gellért  tér–Gellért  rakpart–Döbrentei tér–Döbrentei utca–Lánchíd utca–Főutca–Jégverem utca–Bem rakpart). A 16 pontban megfogalmazott követelés (A meglévő, magyar népnek idegen címer helyett kívánjuk a régi magyar Kossuth-címer visszaállítását.) szerint, a Bem-térre vonuló tömeg egyik jelszava a Kossuth címert akarunk! volt. Ekkor született meg a forradalom későbbi jelképe a Rákosi-címertől megszabadított nemzeti zászló, amelyen egy lyuk tátongott a gyűlölt címer helyén, több visszaemlékező szerint már a felvonulás során a Bem rakparton látható volt egy ablakból lengetett lyukas zászló. Az ELTE és a műszaki egyetem hallgatói a Bem-szobornál találkoztak.

## A tüntetést megelőző események

### A diáktüntetés előkészítése, október 22.
.

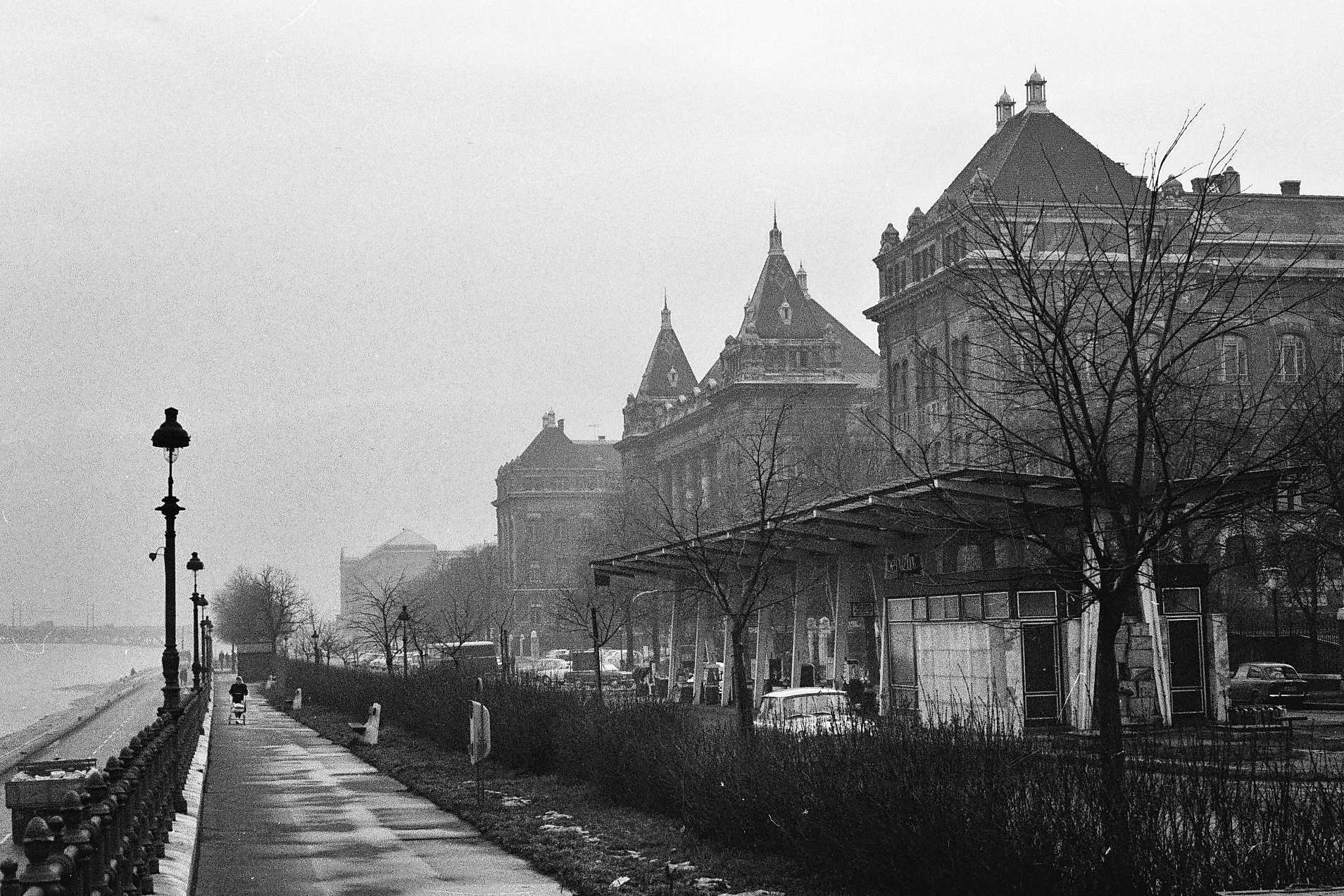
A Műegyetem és a Műegyetem rakpart, ahol elkezdődött Budapesten a forradalom

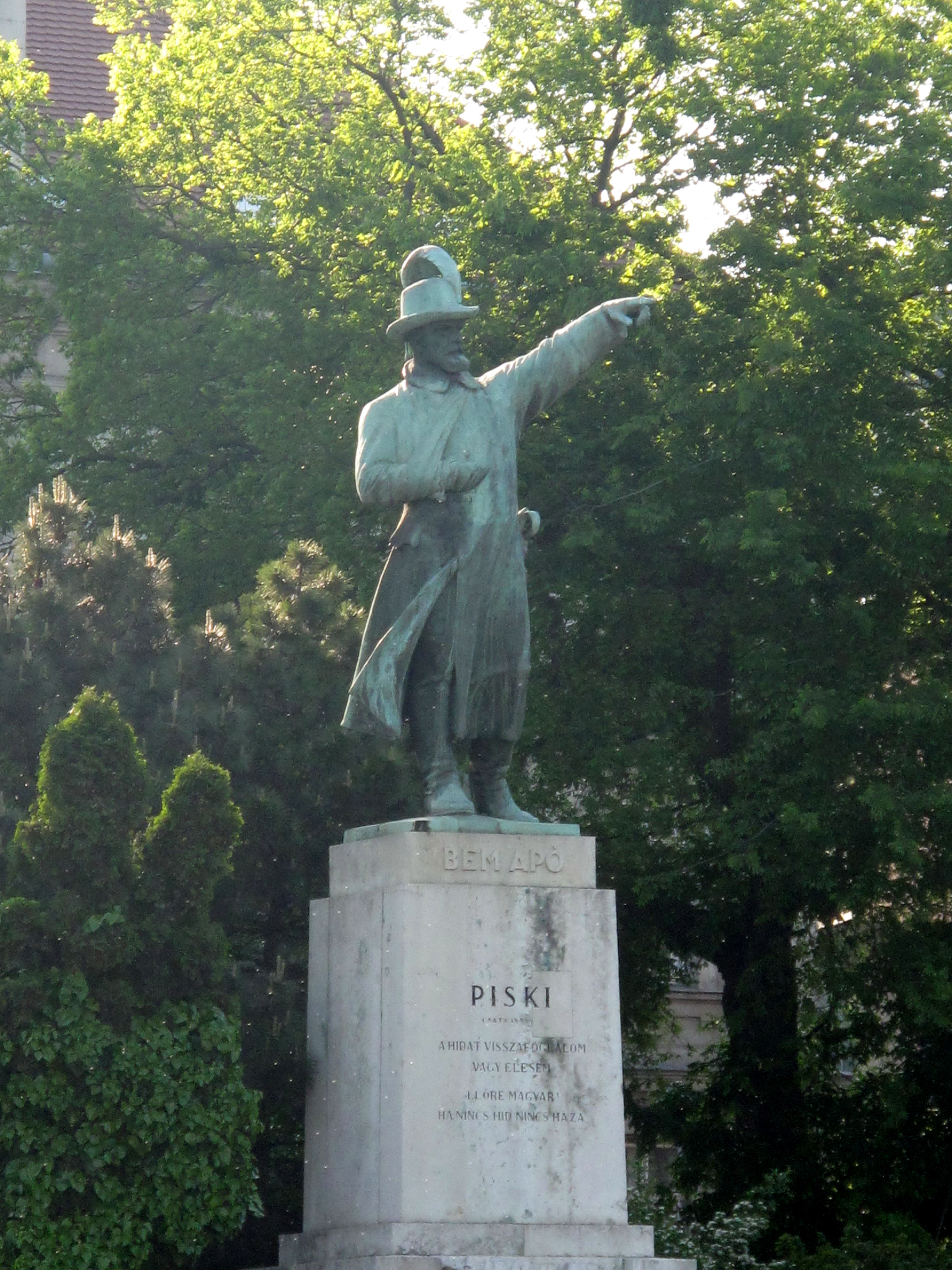
A lengyel néppel szimpatizáló egyetemi diákság a Bem-szoborhoz vonult

A Szegedi Egyetem diákjai október 20-i gyűlésükön pontokba foglalták demokratikus követeléseiket. Hatásukra és a poznańi munkásfelkelés hírére a Budapesti Műszaki Egyetem hallgatói október 22-én nagygyűlést rendeztek az egyetem aulájában. Itt elhatározták, hogy másnap délután 3 órára a lengyel néppel szimpatizáló tüntetést hirdetnek a budapesti egyetemistáknak és főiskolásoknak. A demonstráció helyszíneként a lengyel–magyar barátságot jelképező Bem József szobrát jelölték meg. A diákgyűlés elfogadta az egyetemisták híres 16 pontos követeléseit is, amelyek független, demokratikus Magyarország-képükkel már jócskán túlmutattak a pártellenzék antisztálinista elképzelésein. A felhívás első pontja a szovjet csapatok kivonását szorgalmazta. Este a diákok képviselői megpróbálták beolvastatni a rokonszenvtüntetés hírét és a 16 pontot a Magyar Rádióban, az utóbbit azonban a rádió vezetői megtagadták.

### Október 23.
Október 23-án reggel a diákok által meghirdetett lengyelbarát rokonszenvtüntetést bejelentette a rádió, valamint a legnagyobb példányszámú napilap, a Szabad Nép is Új, tavaszi seregszemle című vezércikkében. A 16 pont követeléseit mérsékeltebb változatban közlő vezércikk mellett a lap a Magyar Írószövetség közleményét is mellékelte, amely üdvözölte a lengyelországi változásokat. A politikai vezetés Nagy Imre körül tömörülő, háttérbe szorított része, az úgynevezett Nagy Imre-csoport (Nagy Imre, Losonczy Géza, Haraszti Sándor, Újhelyi Szilárd, Vásárhelyi Miklós, Jánosi Ferenc és Gimes Miklós) Losonczy lakásán gyűltek össze, azonban nem tudták eldönteni, hogy a rokonszenvtüntetést csak eltűrjék vagy nyíltan támogassák is. Nagy Imre határozottan ellenezte a tüntetés támogatását.
Mire megérkeztem Losonczyhoz, már összegyűlt a társaság. Losonczy, Ujhelyi, Nagy Imre, Jánosi, Gimes, Haraszti meg én. Az első pillanattól kezdve nagyon erős hangulati különbség volt, mert míg mindannyiunkat földerített a tüntetés híre, Nagy Imre szemmel láthatólag kedvetlen és nyomott, rossz hangulatban volt. Kijelentette, hogy ő kifejezetten ellene van a tüntetésnek. Két dolgot említett. Az egyik, hogy ez pártügy és nem szabad kivinni az utcára, a másik, hogy fél a provokációtól. Mi egymás után érveltünk, hogy láthatja, ezek a párton belüli próbálkozások, beadványok, taggyűlések nem alkalmasak arra, hogy észre térítsék a vezetést, hanem erőteljes fellépés kell ahhoz, hogy lássák, nem babra megy a játék, és itt muszáj cselekedni. Orbán telefonon azt mondta, hogy tegyünk meg mindent a tüntetés megakadályozása érdekében, mert ebből óriási botrány lesz, a csepeli prolik meghallják, hogy mi történik a városban, és szétverik ezeket az egyetemista tacskókat. Közben állandóan jöttek a hírek: Földes Péter rendszeresen telefonált a Rádióból, illetve Tánczossal is kapcsolatban voltunk, akinek elég pontos képe volt arról, hogy is alakulnak a dolgok. A tényt, hogy itt tüntetés lesz, egy órán belül az egész társaság tudomásul vette. Most már Nagy Imre sem vitatkozott. Utána eléggé felvillanyozódott, mert már úgy vetődött fel a kérdés, hogy ennek a tüntetésnek biztos komoly hatása lesz, és nyilvánvaló, hogy a vezetés rákényszerül a tárgyalásra.

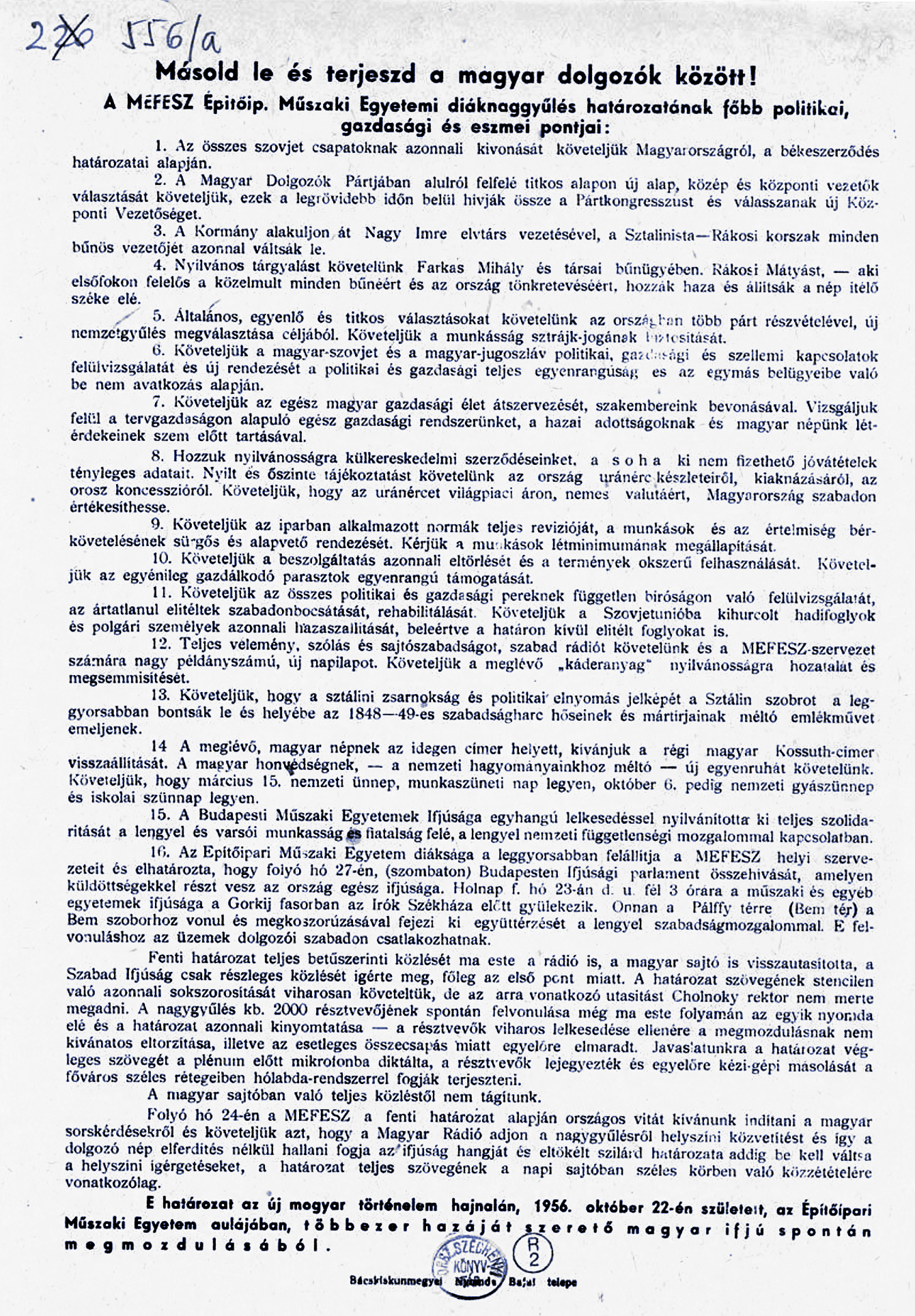
A Műegyetemisták 16 pontja

Az egyetemisták az összes budapesti felsőoktatási intézménybe széthordták a 16 pontot tartalmazó kiáltványt. Számos ifjúsági szervezet csatlakozott a kiáltványhoz és a délutáni tüntetéshez. A délelőtt folyamán a Petőfi Kör is csatlakozott a felhíváshoz, sőt a tüntetés vezetését is vállalta. A kör vezetői tárgyaltak a Magyar Dolgozók Pártja (MDP) vezetőivel, hogy a párt nevében Kádár János beszéljen a tüntetőkhöz, Kádárék azonban elutasították a javaslatot.
A délelőtti órákban a történelmi kibékülés sikerével visszaérkezett Budapestre az addig Jugoszláviában tárgyaló párt- és kormányküldöttség, melynek élén Gerő Ernő állt. A delegáció rögtön az Akadémia utcai pártközpontba sietett, ahol azonnali, kibővített Politikai Bizottsági (PB) ülést hívtak össze. Révai József és Marosán György ellenforradalmi veszélynek ítélték a helyzetet, a tüntetés azonnali betiltását és a fegyveres rendteremtést javasolták. Ács Lajos viszont tagadta az ellenforradalmi veszélyt, és politikai megoldásként azt javasolta, hogy Nagy Imrét vonják be újra a pártvezetésbe. A PB ülését ezek után felborították az egymás után érkező küldöttségek: a Szabad Nép szerkesztősége, a budapesti pártbizottság, a Dolgozó Ifjúság Szövetsége (DISZ), a Magyar Írószövetség és a Petőfi Kör vezetősége. Végül heves, személyes vádaskodásokkal tarkított veszekedés után a PB úgy döntött, hogy betiltja a tüntetést, de nem ad tűzparancsot. Délben a Kossuth Rádió megszakította tervezett adását és beolvasta a Belügyminisztérium közleményét a tüntetés betiltásáról.
A tüntetésre való készülődést ekkor már nem lehetett megállítani. A tüntetés betiltása ellen még pártszervezetek is azonnal tiltakozni kezdtek, sőt, a PB tiltó határozata ellenére a párt ifjúsági szervezete, a DISZ is úgy döntött, hogy részt vesz a tüntetésen, és felszólította valamennyi tagját az akció támogatására. A katonai akadémiák hallgatói ugyancsak támogatásukról biztosították az őket felkereső egyetemistákat. Kopácsi Sándor, Budapest rendőrfőkapitánya pedig kijelentette, hogy a fővárosi rendőrség nem fog fegyvert használni a békés tüntetőkkel szemben. A diákok követeléseihez egyre nagyobb számban csatlakoztak már a munkások is.
A párt vezetése a fő helyszínekre kiküldött PB-tagok jelentései alapján hamarosan látta a tiltás eredménytelenségét. Magának a hadseregnek és a rendőrségnek a felhasználhatósága is kétes lett, a hatalomnak csak egyetlen szilárd fegyveres ereje maradt, az ÁVH. Ezért még 3 óra előtt feloldották a tilalmat, sőt felhívták a budapesti pártszervezeteket, hogy vegyenek részt a tüntetésen, hogy a párt legalább mederben tarthassa az eseményeket. Bata István honvédelmi miniszter a katonaság tagjainak civilben való részvételét is engedélyezte. 14:23-kor a Kossuth Rádió megszakította műsorát, és beolvasta a Belügyminisztérium újabb, a tüntetést engedélyező határozatát. Ezzel egyidejűleg a párt vezetői folyamatosan küldték a fegyveres erősítést a Rádióhoz és egyéb stratégiai szempontból fontos helyekre. Az ÁVH alá tartozó Belső Karhatalom pedig megszervezte a Fő utcai börtön védelmét.

## Az október 23-i tömegtüntetés
A műegyetemisták közel 20 ezer fős menete délután fél háromkor a Budapesti Műszaki Egyetem épületétől indult el. A Szabadság hídon átvonulva első állomásuk a belvárosi Petőfi-szobor volt, ahol egyesültek a pesti oldal egyetemeiről és főiskoláiról érkezőkkel. 15 órakor a Petőfi szobornál megkezdődött a békés demonstráció. Sinkovits Imre elszavalta a Nemzeti dalt, egy diák felolvasta a 16 pontot, majd a tízezres tömeg elindult az előre meghirdetett Kossuth Lajos utca – Bajcsy-Zsilinszky út – Nagykörút – Margit híd útvonalon. A délelőttös műszakból érkező munkások tömegesen csatlakoztak a fiatalokhoz, így az egyetemisták kezdetben zárt rendje mindinkább kibővült, miközben az ablakokba és a házak elé csoportosulók egyre felszabadultabb üdvözlésétől, biztatásától kísérve-támogatva vonultak céljaik felé. A tömeg folyamatosan nőtt, a reformok követelése mellett egyre inkább teret nyertek a nemzeti jelszavak.
A tüntetés végállomásaként meghirdetett Bem-szobornál Veres Péter felolvasta az írók kiáltványát, amely többek között a következő követeléseket tartalmazta: Nagy Imre legyen ismét a miniszterelnök, a Szovjetuniótól független nemzeti politika, nagyobb demokrácia a közéletben, az erőszakos mezőgazdasági kollektivizáció leállítása, szabad parlamenti választások, a gyárak munkástanácsok általi irányítása. Ezután Zbigniew Herbert lengyel író is köszöntőt mondott, majd Sinkovits Imre elszavalta a Szózatot. Ezután a diákok megkoszorúzták a szobrot. A tüntetők létszáma ekkor már elérte a 100 ezer főt, és a tömegnek igazából nem volt vezetője. Az emberek kivágták a zászlókból a szovjet mintájú Rákosi-címert, a tömeghez csatlakozó egyenruhás katonák pedig letépték sapkájukról a vörös csillagot.

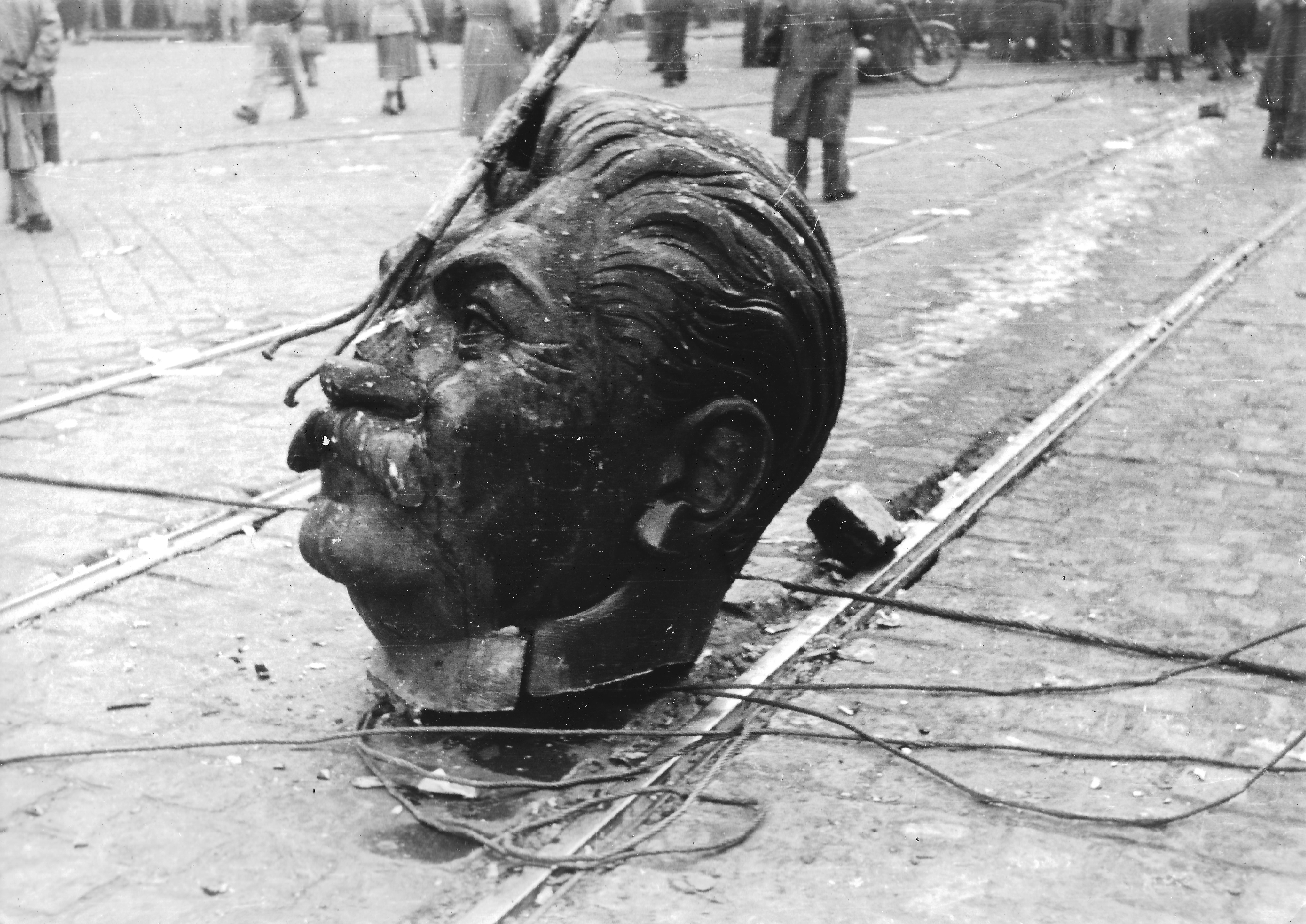
Október 23-án este 6 óra körül a MEFESZ 13. pontjának követelése teljesült: „Követeljük, hogy a sztálini zsarnokság és politikai elnyomás jelképét, a Sztálin-szobrot a leggyorsabban bontsák le”

A tüntetés a beszédek elhangzása után nem oszlott fel, hanem egyesek javaslatára a menet elindult a Parlament felé meghallgatni Nagy Imrét. A tömeg a Margit hídon át vonult. 17 órakor ért a Kossuth térre az első csoport, de 18 órára már a tér és a környező utcák is megteltek. Több mint 200 ezer ember gyűlhetett össze a téren. 18:30-kor a téren kikapcsolták a közvilágítást, a tömeg azonban ott maradt. Sokáig meggyújtott újságok világítottak csak, a tömeg pedig Nagy Imrét követelte. Idővel visszakapcsolták a világítást. Végül este 9 órakor Nagy Imre megjelent a Parlament erkélyén, reformokat ígért, és hazatérésre szólította fel az embereket.
A tüntetés ideje alatt Gerő Ernő és köre riadóztatták a budapesti és a környékbeli katonai egységeket. Gerő telefonon katonai segítséget kért Hruscsovtól. Este 8 órakor a Kossuth Rádió közvetítette Gerő beszédét, amelyben sovinisztának, nacionalistának és antiszemitának nevezte a tüntetést, önmagát a reformok képviselőjének nyilvánította, addigi politikáját helyesnek ítélte és a tüntetők minden követelésétől elzárkózott.
Este 6 óra körül a Dózsa György úti Sztálin-szobornál nagy tömeg gyűlt össze, és a tüntetők a Himnusz éneklése mellett fél 10 körül végül ledöntötték a csaknem 6 tonna súlyú szobrot.